# Ігнатенко Володимир Володимирович (легкоатлет)
Володимир Володимирович Ігнатенко (17 квітня 1955, Ніжин, Чернігівська область) — радянський український легкоатлет, фахівець із бігу на короткі дистанції. Виступав за збірну СРСР з легкої атлетики наприкінці 1970-х років, чемпіон Універсіади в Софії, володар двох бронзових медалей чемпіонату Європи, переможець першостей всесоюзного та республіканського значення. Майстер спорту СРСР міжнародного класу. Тренер із легкої атлетики.

## Біографія
Володимир Ігнатенко народився 17 квітня 1955 року у місті Ніжин Чернігівської області Української РСР. Батько Володимир Федорович — військовий офіцер. Мати Галина Орестівна — вчителька середньої школи.
У дитинстві пробував себе у різних видах спорту, гімнастиці, футболі, велоспорті, лижних перегонах, стрибках з жердиною, проходив підготовку у Ніжинській дитячо-юнацькій спортивній школі. Пізніше під час служби в армії продемонстрував спринтерські якості та вибрав своєю спеціальністю біг на короткі дистанції — успішно виступав на першості Збройних Сил.
Після демобілізації повернувся до Ніжина, тренувався під керівництвом Миколи Пантелеймоновича Гайдима. 1976 року переміг на чемпіонаті Української РСР, подолавши дистанцію 100 метрів за 10,6 секунди.
Вперше заявив про себе на всесоюзному рівні у сезоні 1977 року, коли на чемпіонаті СРСР у Москві з українською командою здобув перемогу в естафеті 4×100 метрів. Бувши студентом Ніжинського педагогічного інституту, представляв Радянський Союз на Універсіаді в Софії — разом зі співвітчизниками Миколою Колесніковим, Олександром Аксініним та Юрієм Силовим перевершив усіх суперників та завоював золоту нагороду.
У 1978 році на зимовому чемпіонаті СРСР у Москві виграв бронзову та срібну медалі у бігу на 60 та 100 метрів відповідно, на чемпіонаті Європи у приміщенні у Мілані у дисципліні 60 метрів дійшов до стадії півфіналів. Влітку успішно виступив на чемпіонаті Європи у Празі: взяв бронзу в дисципліні 100 метрів та в естафеті 4×100 метрів, тоді як на дистанції 200 метрів дійшов до півфіналу. На чемпіонаті СРСР у Тбілісі тричі підіймався на верхній щабель п'єдесталу пошани: був кращим на дистанціях 100 і 200 метрів, а також в естафеті 4 × 200 метрів.
У 1979 році у 100-метровій дисципліні став бронзовим призером на зимовому чемпіонаті СРСР у Мінську, в естафеті 4×100 метрів посів шосте місце на Кубку світу в Монреалі.
У 1980 році в бігу на 100 метрів отримав срібло на зимовому чемпіонаті СРСР у Москві. У зв'язку з серйозною травмою не потрапив на Олімпійські ігри в Москві і змушений був завершити спортивну кар'єру.
За видатні спортивні досягнення відзначений почесним званням «Майстер спорту СРСР міжнародного класу».
Закінчивши Київський державний інститут фізичної культури, якийсь час викладав тут, а потім протягом 15 років працював у Міністерстві молоді та спорту України. Виявив себе на тренерській ниві, співпрацював зі збірними командам ОАЕ, Брунея, Індії. Заслужений тренер України.